# Hypoxis argentea
Hypoxis argentea är en enhjärtbladig växtart som beskrevs av William Henry Harvey och John Gilbert Baker. Hypoxis argentea ingår i släktet Hypoxis och familjen Hypoxidaceae.

## Underarter
Arten delas in i följande underarter:
- H. a. argentea
- H. a. sericea